# Carl Wirths
Carl Wirths (* 10. Dezember 1897 in Elberfeld, heute zu Wuppertal; † 16. Juni 1955 in Wuppertal) war ein deutscher Politiker der FDP.

## Leben und Beruf
Wirths wurde 1897 in Elberfeld geboren. Nach dem Besuch der Volksschule und der Oberrealschule absolvierte er eine Ausbildung im Bauunternehmen seines Vaters. Von 1915 bis 1919 diente er als Soldat und wurde dann Angestellter, ab 1926 Mitinhaber im Bauunternehmen Carl Wirths & Co. seines Vaters. Ab 1934 war er alleine Geschäftsführer des Unternehmens, das bis zur Auflösung im Mai 2004 bestand.
Wirths war in der Weimarer Republik Mitglied im Jungdeutschen Orden, später auch bei der Deutschen Staatspartei. Bis 1933 war er außerdem als politischer Publizist tätig. In der NS-Zeit veröffentlichte er illegalerweise Schriften des Jungdeutschen Ordens und sammelte eine der Bekennenden Kirche nahestehende liberal-konservative Oppositionsgruppe um sich, der u. a. auch Eugen Richter angehörte.
Wirths wirkte in der Nachkriegszeit als Herausgeber der Westdeutschen Rundschau, einer der FDP nahestehenden Tageszeitung in Nordrhein-Westfalen.

## Partei
Wirths engagierte sich ab 1945 politisch in Wuppertal und gründete dort im Herbst zusammen mit Julius Greßler und Karl Schneider eine Ortsgruppe der Demokratischen Partei Deutschlands. Er wurde ihr Vorsitzender und leitete die spätere FDP-Kreisgruppe bis zu seinem Tod. 1946 nahm er am Gründungsparteitag der FDP in der britischen Besatzungszone teil und wurde später in den FDP-Landesvorstand der Nordrheinprovinz gewählt. Beim Zusammenschluss zum Landesverband Nordrhein-Westfalen 1947 wurde er nicht mehr in den Vorstand gewählt, weil er sich im Unternehmerflügel unbeliebt gemacht hatte.
Er gehörte innerhalb der nordrhein-westfälischen FDP zu den Gegnern des nationalistischen Kurses von Parteichef Friedrich Middelhauve. Er lehnte die Entnazifizierung ab, sprach sich aber dagegen aus, dass alte NS-Kader in der FDP den Ton angaben. Im Januar 1952 suchte er zusammen mit Gustav Altenhain eine parteiinterne Aussprache mit Mittelhauve wegen seines zentralistischen Führungsstils, die mit einem klaren Bekenntnis der Mehrheit zu Middelhauve endete. Später strengte Ernst Achenbach ein Disziplinarverfahren gegen Wirths und Schneider an.

## Abgeordneter
Wirths wurde 1945 zum Mitglied im Beirat der Stadt Wuppertal bestimmt und war 1946 bis 1951 gewählter Stadtverordneter und Vorsitzender des Bau- und Wohnungsausschusses in Wuppertal. Dem Landtag von Nordrhein-Westfalen gehörte er vom 2. Oktober 1946 bis zum 1. September 1949 an, also in den zwei Ernennungsperioden und dem ersten frei gewählten Landtag. Bei der Wahl 1947 kandidierte er auf dem vierten Listenplatz.
Bei der ersten Bundestagswahl 1949 wurde Carl Wirths Mitglied des Deutschen Bundestages, dem er bis zu seinem Tode angehörte. Er errang aufgrund einer Wahlabsprache seiner Partei mit der CDU zweimal (1949 und 1953) das Direktmandat im Wahlkreis Wuppertal I. Von 1949 bis 1953 und vom 9. November 1954 bis zu seinem Tode war er stv. Vorsitzender des Bundestagsausschusses für Bau- und Bodenrecht und vom 9. Februar 1950 bis zu seinem Tode stv. Vorsitzender des Bundestagsausschusses für Wiederaufbau und Wohnungswesen. Wirths war der maßgebliche Autor des Wohnungseigentumsgesetzes vom 15. März 1951, das auf eine Initiative der FDP-Fraktion hin beschlossen worden war.

## Veröffentlichungen
- Carl Wirths, Hermann Weitnauer: Das Wohnungseigentumsgesetz, 1. Auflage 1952, Vahlen Verlag. (erscheint derzeit in 9. Auflage unter dem Titel Weitnauer. Wohnungseigentumsrecht)